# 트리플렛 렌즈

트리플렛 렌즈

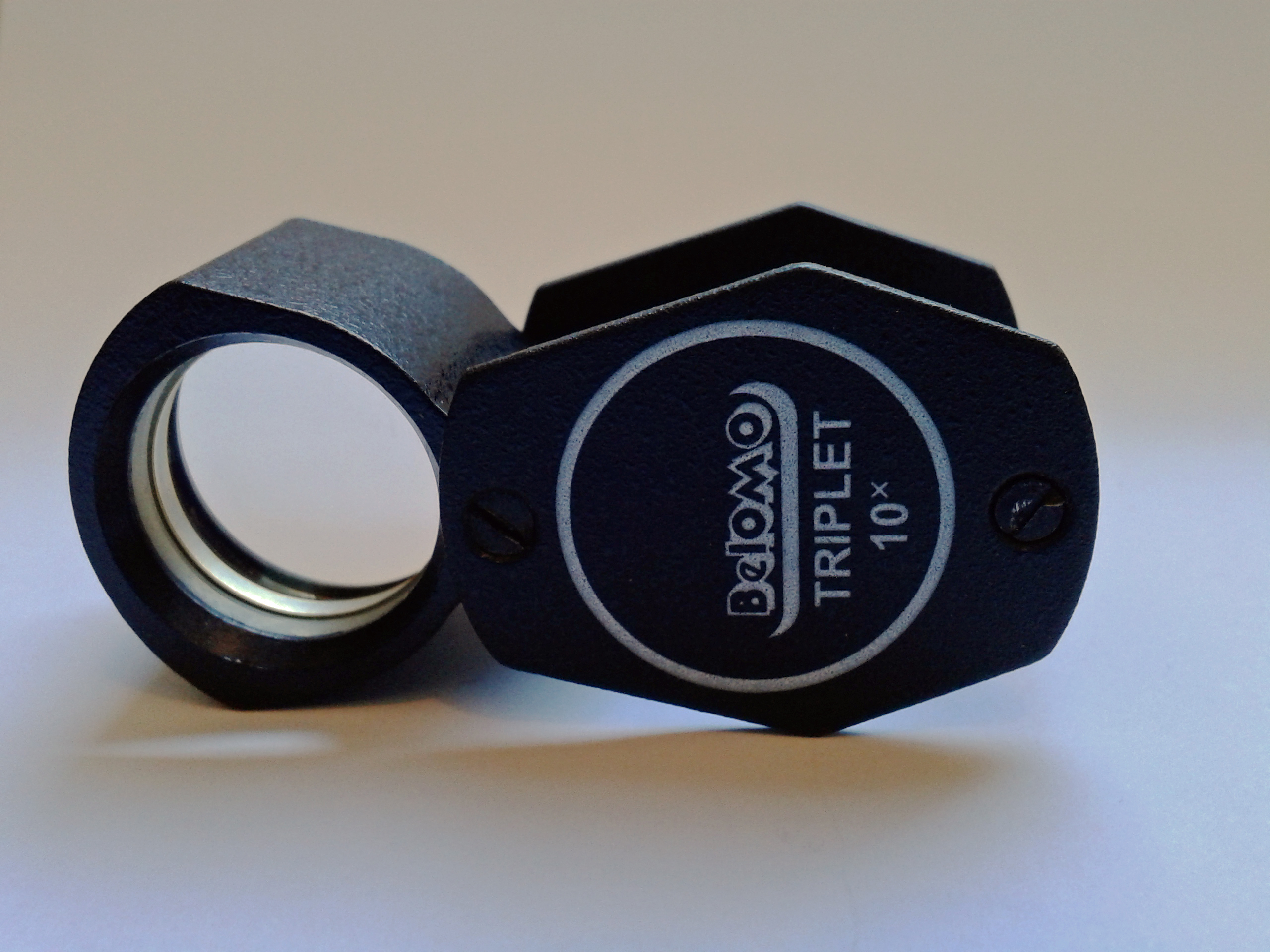
벨로모 10배 루페

트릿플렛 렌즈는 3개의 단일 렌즈로 구성된 혼합 렌즈이다. 트리플렛 렌즈는 렌즈 디자이너가 자이델 수차를 극복하기 위해 요구되는 자유도의 수를 부여하는 가장 간단한 형태이다.
보석 감정사의 돋보기는 일반적으로 트리플렛 렌즈를 사용한다.

## 같이 보기
- 색지움 렌즈
- 광학망원경